# Kaito Jamamoto
Kaito Jamamoto (japonsky 山本 海人, * 10. července 1985) je japonský fotbalista.

## Klubová kariéra
Hrával za Shimizu S-Pulse, Vissel Kobe, JEF United Chiba, Yokohama FC a Roasso Kumamoto.

## Reprezentační kariéra
S japonskou reprezentací se zúčastnil Letních olympijských her 2008.